# Ventura Ametller
Bonaventura Clavaguera Clavaguera, conegut com a Ventura Ametller (Pals, 8 de gener de 1933 - Mataró, 18 de juliol de 2008), fou un home polifacètic, veterinari, escriptor i apassionat per la cultura. Va conrear quasi totes les arts, a més de les lletres en diversos gèneres literaris, com la poesia, la narrativa, l'assaig i la novel·la. Va ser un dels grans amics de Josep Pla i també va conèixer Salvador Espriu, que va ser qui el va batejar com a Ventura Ametller i li va suggerir que tindria més sortida literària amb el pseudònim que no pas amb el seu propi nom. Ventura Ametller va ser redactor de notícies de Pals a la Revista de Palafrugell, amb el pseudònim de Ben Clava, el qual pren algunes lletres del seu nom de naixement. Més endavant es va traslladar a Mataró. Va deixar una llarga obra literària, molta de la qual roman encara inèdita.
Durant el 2016 es van organitzar un seguit d'actes de commemoració dels trenta anys de la publicació de Summa kaòtica, entre els quals la producció escènica multimèdia VArecital.

## Obres[3]
- Teoria general de l'universalisme assaig (1979)
- El primer quadern de Bel Dezir poemari (1981), amb el qual va guanyar el Premi de Poesia Marià Manent
- Paradigmes esotèrics poemari (1991)
- Summa kaòtica (1986), reeditat per Cossetània Edicions
- Resta kaòtica
- Antologia d'emergència, tria a cura Joan Carles González Pujalte i Marta Puigventós, editada per Adia Edicions (2016)
- Poesia completa, en dos volums a cura de Marta Puigventós i amb pròleg de Carles Duarte i Jaume C. Pons Alorda, editada per Edicions 1984 (2024)[4][5]